# Soblahov
Soblahov és un poble i municipi d'Eslovàquia que es troba a la regió de Trenčín.

## Història
La primera menció escrita de la vila es remunta al 1332.

## Demografia
| Godina             | 1994 | 2004   | 2014    | 2024   |
| ------------------ | ---- | ------ | ------- | ------ |
| Nombre de persones | 1872 | 1957   | 2240    | 2391   |
| Diferència         |      | +4,54% | +14,46% | +6,74% |

| Godina             | 2023 | 2024   |
| ------------------ | ---- | ------ |
| Nombre de persones | 2388 | 2391   |
| Diferència         |      | +0,12% |